# Eugène de Barsy
Pour les articles homonymes, voir Barsy.
Le baron Eugène de Barsy, né à Laeken le 12 janvier 1906, décédé à Bruxelles le 9 mai 1985, fut le président de la Commission bancaire, financière et des assurances belge, de la Société Nationale du Crédit à l'Industrie et de l’Office national du ducroire.

## Biographie
Eugène de Barsy effectue ses études secondaires à l’Athénée Royal de l’État à Bruxelles. En 1923 il obtient le Prix de la Fondation universitaire et entame des études d'ingénieur commercial à l’École de Commerce Solvay qu'il achève en 1927 avec la plus grande distinction.
En 1929, âgé d'à peine 23 ans, il devient chargé de cours à l'Université libre de Bruxelles. En parallèle, après un passage au Crédit général du Congo, il est nommé en 1931 directeur au Crédit agricole d’Afrique. En 1934, il accepte la fonction d'attaché de cabinet du ministre des finances Max-Leo Gérard. Cette fonction lui permet d'avoir un rôle déterminant dans la rédaction des arrêtés royaux de 1935 qui réguleront le monde bancaire belge. À la suite de cette expérience, Eugène de Barsy occupe successivement les postes de directeur de l’Office de Liquidation des Interventions de Crise, de vice-gouverneur de la Société Nationale du Crédit à l'Industrie et de vice-président de l’Office National du Ducroire.
En 1941, Eugène de Barsy gère la liquidation du Crédit anversois. Il est nommé peu après président de l’Office National du Ducroire. De 1944 à 1973, il présidera l’Office des Séquestres,  la Commission Bancaire, le Comité permanent du Fonds d’Amortissement de la Dette Publique et  la Commission pour l’Inventaire du Patrimoine d’État. Eugène de Barsy marquera de son sceau la Commission bancaire, et c'est son action en tant que président de cette institution qu'il est la plus souvent mentionnée.
Eugène de Barsy décède le 9 mai 1985.

## Hommages et distinctions
Eugène de Barsy est anobli le 5 mars 1985 par le roi Baudouin.
Il a reçu la distinction suivante :
- Grand officier de l'ordre de Léopold II en 1969.

## Sources
- P. FORIERS, (1981), « Séance d’hommage au professeur Eugène de Barsy » in Dialogues multiples. Hommage à Paul Foriers, Édition de l’Université, Bruxelles, p. 113-119.
- E. WYMEERSCH, e.a., (1985), In Bono et aequitate perseverans. Baron de Barsy, Bruxelles, Éd. Bruylant.